# Óscar de Marcos
Óscar de Marcos Arana (* 14. April 1989 in Laguardia) ist ein spanischer Fußballspieler. Er spielt seit 2009 beim Athletic Bilbao in der Primera División, der höchsten spanischen Spielklasse.

## Karriere
de Marcos begann seine Karriere in der Jugend von Deportivo Alavés, wo er 2008 über die B-Mannschaft in die erste Mannschaft geholt wurde. 2008/09 wurde man in der Segunda División, der zweithöchsten Spielklasse, Tabellen-19. und stieg aus dieser ab. Daraufhin kehrte der Stürmer dem Verein den Rücken und wechselte zu Athletic Bilbao. Mit den Basken spielte er in seiner ersten Saison in der UEFA Europa League und im Finale des spanischen Supercups, welches verloren wurde. Sein Debüt auf europäischer Klubebene gab der Stürmer am 6. August 2009 in der Qualifikation zur Europa League gegen den Schweizer Vertreter BSC Young Boys aus Bern, das Spiel in Bern wurde 2:1 gewonnen.
Durch einen sechsten Platz in der Primera División 2010/11 qualifizierte sich Bilbao auch für die UEFA Europa League 2011/12. Dort erreichte de Marcos mit seinem Klub nach Siegen u. a. über Manchester United, den FC Schalke 04 und Sporting Lissabon das Finale des Europapokals, unterlag im Endspiel jedoch dem spanischen Ligarivalen Atlético Madrid. Der Stürmer kam auf 13 Spiele und vier Tore.

### Nationalmannschaft
Auf Nationalmannschaftsebene spielte de Marcos bisher für einige Jugendauswahlen Spaniens. Er nahm an der U-20-WM 2009 in Ägypten teil. Der Stürmer wurde im Gruppenspiel gegen Tahiti eingewechselt und spielte gegen Venezuela durch. Spanien schied im Achtelfinale gegen Italien aus.

## Erfolge

### Athletic Bilbao
- Supercopa de España: 2015, 2020
- Finalist UEFA Europa League 2011/12
- Copa del Rey:
  - Pokalsieger: 2023/24
  - Finalist: 2011/12, 2014/15, 2019/20, 2020/21